# Lussan-Adeilhac
Lussan-Adeilhac (em occitano:  Luçan e Adelhac) é uma comuna francesa na região administrativa da Occitânia, no departamento do Alto Garona. Estende-se por uma área de 12.62 km², com 228 habitantes, segundo o censo de 2018, com uma densidade de 18 hab/km².